# Кнорр Ернест Августович
Кнорр Ернест Августович (23 листопада 1805 року — дата смерті не встановлена) — доктор філософії, ординарний професор Казанського та Київського університету Святого Володимира.

## Біографія
Народився 23 листопада 1805 року в місті Герцберг Саксонської провінції Прусського королівства. Закінчив 1827 року Берлінський університет. У 1846—1858 роках працював на кафедрі фізики Київського університету на посаді ординарного професора. Читав курси: оптичної фізики (на фізико-математичному та медичному факультетах), фізичної географії. Засновник Метеорологічної обсерваторії при Київському університеті, якою керував протягом 1854—1858 років. За часів його головування у Метеорологічній обсерваторії розпочалися метеорологічні спостереження над тиском атмосфери, температурою та вологістю повітря, напрямом та силою вітру, кількістю опадів. У 1958 році виїхав до Дрездена.

## Нагороди і відзнаки
Нагороджений орденами Святої Анни (ІІІ (1846), ІІ (1852) ступенів, ІІ ступеня з Імперською короною (1854)).

## Наукові праці
Основні наукові дослідження у галузях: фізики, геофізики, метеорології. Основні праці:
1. (нім.) Disquisitiones quadam de aortu maris 40. Berlini, 1830.
2. (нім.) Bestimmund d. absoluter Hohe von Kasan // Bull de la Scc. Nat. Moscov, 1837.
3. (нім.) Meteorologesche Beobachtungen aus dem Lehrberik der Kais Russ. Univ Kesan (1835—1836). Kasan, 1841.